# モハメド・シアド・バーレ
モハメド・シアド・バーレ（ソマリ語: Maxamed Siyaad Barre, アラビア語: محمد زياد بري, 英語: Mohamed Siad Barre, 1919年10月6日 - 1995年1月2日）は、ソマリアの政治家、軍人。第3代大統領、第13代アフリカ統一機構議長。
1969年にクーデターでシェルマルケを打倒し大統領に就任したが、1991年に反政府勢力「統一ソマリ会議」に政権を打倒され、ナイジェリアのラゴスに亡命。1995年に死去。
ライバルのエチオピアのメンギスツ・ハイレ・マリアムと同様の社会主義を掲げる軍事政権だったが、エチオピアとのオガデン戦争を契機に独裁色を強めた。

## 生い立ち
バーレは1919年にエチオピア帝国のオガデン地方にあるシラボという町で生まれたとされる。ダロット族の支族のひとつであるマレハン族の生まれ。6人姉弟の末っ子（長男）。父は彼が6歳のときに他界したが100頭以上の駱駝を保有するかなり裕福な一家であったとされる。

## イタリア軍への入隊
16歳で当時のソマリアを植民地支配していたイタリア軍に入隊。軍人としては優秀な人材であり、イタリアの植民地軍組織の中で、現地出身者が昇りうる最高位に上り詰め、さらに1953年にはイタリアでの士官訓練コースに選抜されている。コースの最終試験は首席で、その時点で中尉に任ぜられた。バーレはソマリア独立後には司令官となることを希望していたが、独立時には果たせず、1965年にソマリア陸軍司令官に就任した。この時点で階級は准将であった。

## クーデター
1960年に独立し、ソマリア共和国となってからのソマリアは、これまでの歴史の中で唯一民主主義的な政治体制をとっていた。しかし、ソマリアでは政党政治の中に氏族関係が色濃く反映されることになり、その結果として支族や血族集団にまで細分化された60を超える少数政党乱立の状況が続いていた。しかも、政府内でも氏族関係を色濃く反映した人事登用や汚職が後を絶たず、国民の間には政権への不満が渦巻いていた。
こうした状況の中、1969年10月15日にシェルマルケが暗殺されると、少将となっていたバーレはこの機を逃さずにクーデターを決行する。1969年10月21日に軍がモガディシュを制圧し、11月1日には彼自身を議長とする最高革命評議会（Supreme Revolutionary Council、SRC）が設立される。そして、SRCは憲法を停止し、実権を掌握。科学的社会主義路線への転換を発表して、国名を「ソマリア民主共和国」と改めた。SRCは文民政権期における混乱を招くことになった氏族主義、汚職、縁故主義等の撲滅を訴えて国民の一応の支持を取り付けることに成功した。
なお、シェルマルケを暗殺した犯人は側近の警備員であり、当時冷遇されていた氏族の出身者であった。その背後にバーレがいたのではないかという説は今なお根強い。

## 改革者から暴君へ
クーデター直後のバーレは、意欲にみちた改革者であった。彼は科学的社会主義の名のもとに、銀行の国有化・農業（牧畜）の重視・ソマリ語のラテン表記の導入・男女平等の推進と女性の組織化などの国の近代化と中央集権化を強力に押し進めた。しかし、あまりにも急進的で部族社会の伝統や地域事情を考慮しないそれらの改革は、大半が失敗し、ソマリアの社会に混乱を招くだけの結果に終わる。
数年の間に何度かのクーデターや暗殺未遂事件もあったこともあり、思い通りにいかない改革にいらだったバーレはやがて猜疑心を肥大させ、権力欲のみの暴君へと変貌を遂げてゆく。治安局や治安裁判所を設立して、法律の訓練を受けていない軍人による司法活動を正当化すると、1975年に新しい民法の導入に反対する抗議行動を起こしたイスラム教の指導者10名を処刑。1976年にソマリ社会主義革命党（SRSP）を設立し、自ら議長に収まって一党独裁体制を築きあげた。根絶を誓ったはずの縁故主義も復活し、政治・経済・軍隊の重要ポストを「M.O.D（マレハン族、オガデン族、ダルバハンテ族）」が独占する。こうした露骨な優遇政策は当然、他氏族の反発を招き、バーレに対する不信とソマリア国内の各氏族間の不和が醸成されてゆくことになった。

## 戦争と西側への接近

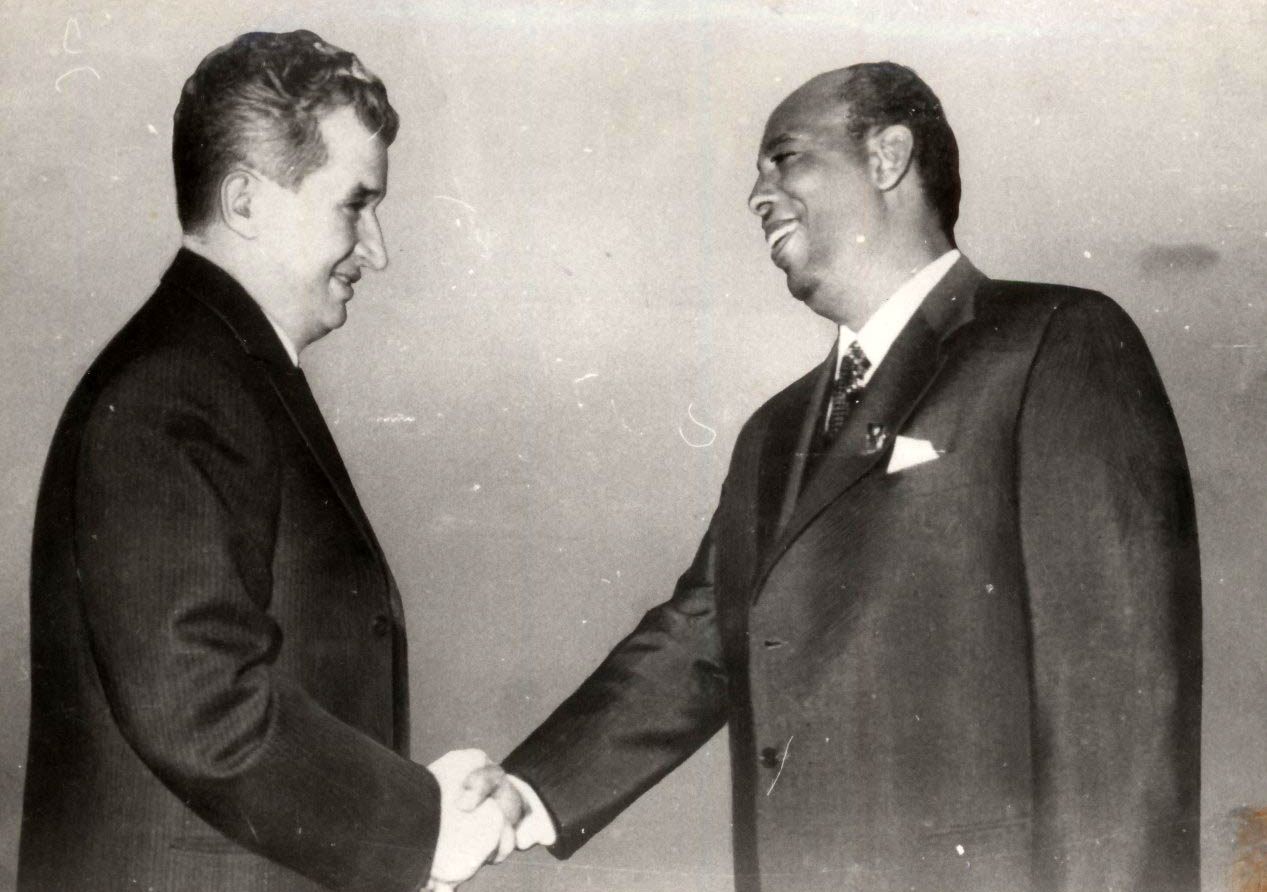
チャウシェスクとバーレ

1977年から1988年にかけてエチオピアで行われたオガデン戦争においてソマリアは敗北する。なお、バーレはこの戦争でエチオピア側に付いたソ連とキューバの軍事顧問団を追放して東側諸国と断交し、共産圏では中ソ対立からソ連と敵対していた中華人民共和国とソ連から距離を置いていたニコラエ・チャウシェスク政権のルーマニアのみ国交を維持した。また、アラブ連盟に加盟してエジプトやサウジアラビアなどのサファリ・クラブと呼ばれる親米反共のアラブ・イスラム諸国とアメリカや旧宗主国のイタリアのような西側諸国からも軍事援助を受け、
同時期に起きたルフトハンザ航空181便ハイジャック事件では西ドイツのヘルムート・シュミット首相との交渉に応じ、GSG-9やイギリスのSASと連携してパレスチナ解放人民戦線（PFLP）の犯行グループを撃退した。
1980年には米軍にベルベラ港とベルベラ空軍基地の使用を許可、その見返りとして5300万ドルの経済援助と4000万ドルの軍事援助を取り付けるなど、権力維持のためなら何でも利用する無節操さを見せるようになる。

## 内戦
オガデン戦争の敗北と前後して、エチオピア領内の多数のソマリ族難民がソマリアに流入し、国内に大混乱を引き起こした。敗戦でバーレの権威は失墜しており、反対派を自身の能力で従わせることが難しくなった彼は、1986年に遭遇した交通事故による健康の悪化も手伝い、ますます軍に頼った力ずくの統治を進めるようになっていった。国内ではバーレの打倒を目指す機運が高まった。冷遇されてきたマジャーティーン族やイサック族が中心となって、エチオピア領内などでソマリ救世民主戦線（Somali Salvation Defense Force、SSDF）やソマリ国民運動（Somali National　Movement、SNM）などの反政府組織が次々と結成される。
バーレはこれらの運動に対して容赦ない弾圧を加える。反政府組織側からの抵抗も激しく、1988年にはイサック族の拠点都市であるハルゲイサとブラオをソマリア軍が攻撃するなど事態は内戦化していった。

## 亡命
内戦や疫病により、ソマリアの主要外貨獲得源である家畜の輸出が滞り、物品不足からインフレが進行して失敗国家となった。経済危機の進行などにより、ソマリア国内ではバーレ体制の打倒が叫ばれるようになっていった。バーレは民主化を再三にわたって約束するものの実行せず、自身の権力維持にこだわり続けた。
1989年7月には首都モガディシュで2000人の反政府活動家を逮捕したが、それに伴う人権侵害を理由として1990年には海外からの援助が停止され、結果的にはこれが致命傷となった。財源を失ったバーレは地方への影響力を喪失し、「モガディシュ市長」と揶揄されたように、もはや一地方勢力の首領でしかなかった。1990年3月には、そのモガディシュにも反政府勢力の攻撃が始まり、5月には首都全域に戒厳令が発動される。そして、12月にはついにアイディード将軍率いる統一ソマリ会議が激しい戦闘の末首都を制圧。バーレを追放した。彼はなおも2回ほど首都奪回を企てたが失敗に終わり、結局ケニアに国外逃亡し、その後ナイジェリアに亡命した。

## 死とその後
バーレは1995年1月2日にナイジェリアのラゴスで心臓発作によって死亡する。遺体はソマリア南西部のゲド州に葬られた。彼の失脚後もソマリアは内戦状態が続き、2012年8月には国際的に認められた正式な政府が発足しているが2017年現在も統一は実現していない。バーレが敵視したイサック氏族の本拠である北部地域がソマリアからの独立を一方的に宣言し1991年6月に建国されたソマリランドや、1998年7月にソマリア北東部の氏族が自治宣言し建国されたプントランドなども依然として存在している。

## 脚註
1. 1 2  遠藤貢「ソマリアにおけるシアド・バーレ体制とは何だったのか？」『アフリカの「個人支配」再考』アジア経済研究所、2006年。[リンク切れ]
2. ↑  Gorman, Robert F. (1981). Political Conflict on the Horn of Africa. Westport, CT: Praeger. ISBN 978-0-030-59471-7. p.208
3. ↑  “Arms Transfers Database”. ストックホルム国際平和研究所. 2018年6月27日閲覧。
4. ↑  Somalia - FOREIGN MILITARY ASSISTANCE - Country Data